# 포르켈만
포르켈 만은 가운데땅의 한랭한 땅이다. 모르고스의 한기로 땅이 춥고 척박해진 것으로 알려졌다.

## 소개
요정과 인간이 주역이 되는 가운데땅의 기록에서 포르켈 만은 구체적인 자료가 부족한 지역에 속한다. 그나마 역사에 관련되어 알려진 것은 지리적으로 북쪽에 치우친 곳이며, 적은 수의 사람이 살아가고 있는 점이다.

## 사건
아르세다인의 왕 아르베두이가 마술사왕의 공격에 왕국을 잃고 피신하면서 포르켈의 주민들의 도움을 받아 잠시 그들과 함께 지낸 것으로 전해진다. 왕은 대가로 바라히르의 반지를 넘겨주었다.